# Peni Kitiona
Peni Kitiona (24 giugno 1994) è un calciatore samoano, di ruolo difensore.

## Carriera

### Nazionale
Ha debuttato in Nazionale il 1º giugno 2012, in Samoa-Tahiti (1-10). Ha partecipato, con la Nazionale, alla Coppa delle nazioni oceaniane 2012. Ha collezionato in totale, con la maglia della Nazionale, una presenza.

## Statistiche

### Cronologia presenze e reti in Nazionale
| Cronologia completa delle presenze e delle reti in nazionale ― Samoa | Cronologia completa delle presenze e delle reti in nazionale ― Samoa | Cronologia completa delle presenze e delle reti in nazionale ― Samoa | Cronologia completa delle presenze e delle reti in nazionale ― Samoa | Cronologia completa delle presenze e delle reti in nazionale ― Samoa | Cronologia completa delle presenze e delle reti in nazionale ― Samoa | Cronologia completa delle presenze e delle reti in nazionale ― Samoa | Cronologia completa delle presenze e delle reti in nazionale ― Samoa |
| Data                                                                 | Città                                                                | In casa                                                              | Risultato                                                            | Ospiti                                                               | Competizione                                                         | Reti                                                                 | Note                                                                 |
| -------------------------------------------------------------------- | -------------------------------------------------------------------- | -------------------------------------------------------------------- | -------------------------------------------------------------------- | -------------------------------------------------------------------- | -------------------------------------------------------------------- | -------------------------------------------------------------------- | -------------------------------------------------------------------- |
| 1-6-2012                                                             | Honiara                                                              | Samoa                                                                | 1 – 10                                                               | Tahiti                                                               | Coppa d'Oceania 2012                                                 | -                                                                    | 87’                                                                  |
| Totale                                                               |                                                                      | Presenze                                                             | 1                                                                    |                                                                      | Reti                                                                 | 0                                                                    |                                                                      |